# Rostam

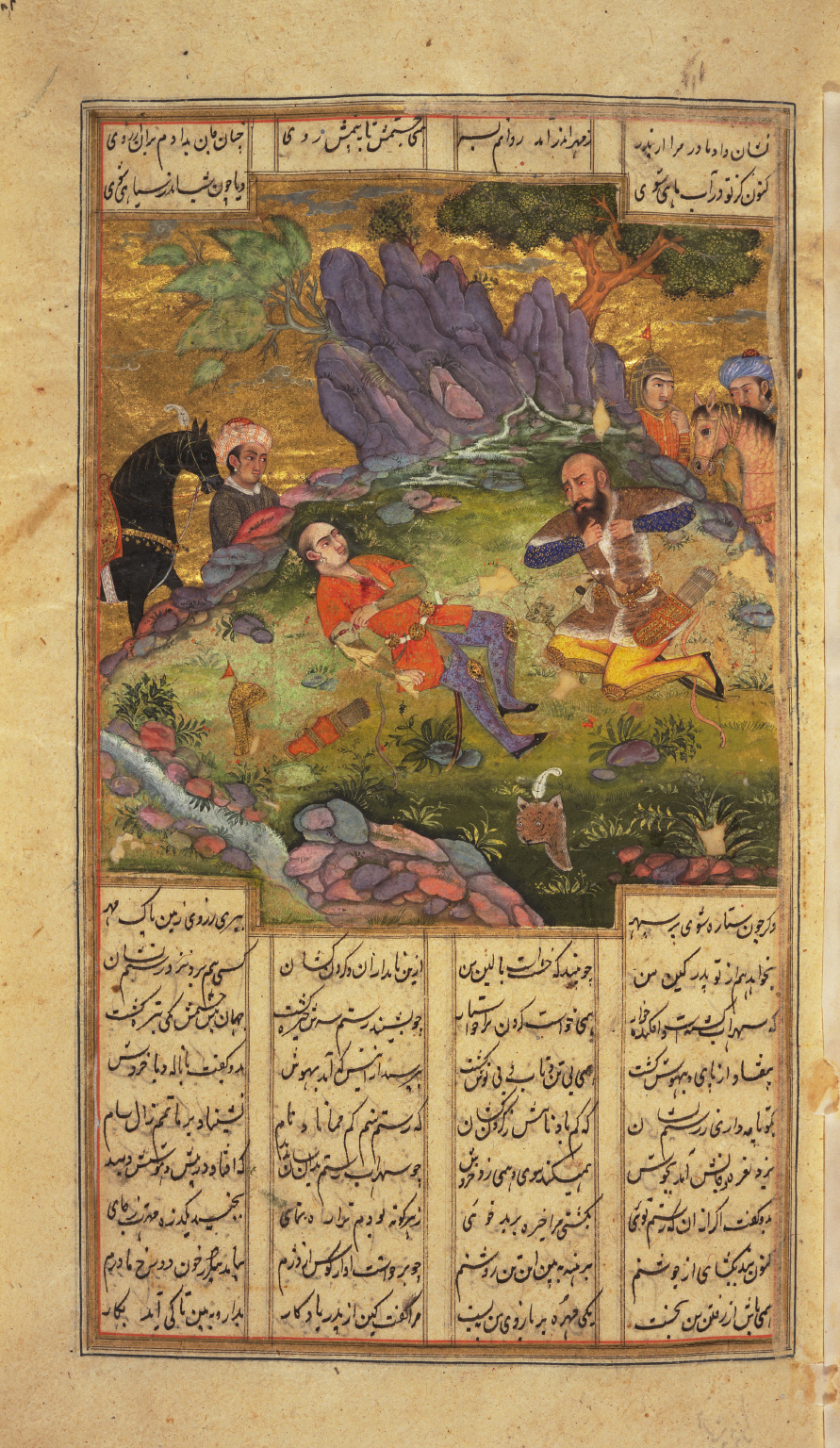
Rostam mourning Sohrab. Persian miniature.

Rostam hoặc Rustam (tiếng Ba Tư: رُستَم / [ɾos'tæm, ɾʊs'tæm]) được coi là nhân vật anh hùng lừng danh nhất trong huyền tích Ba Tư, mà toàn bộ hành trạng được chép trong Shahnameh.

## Hình ảnh

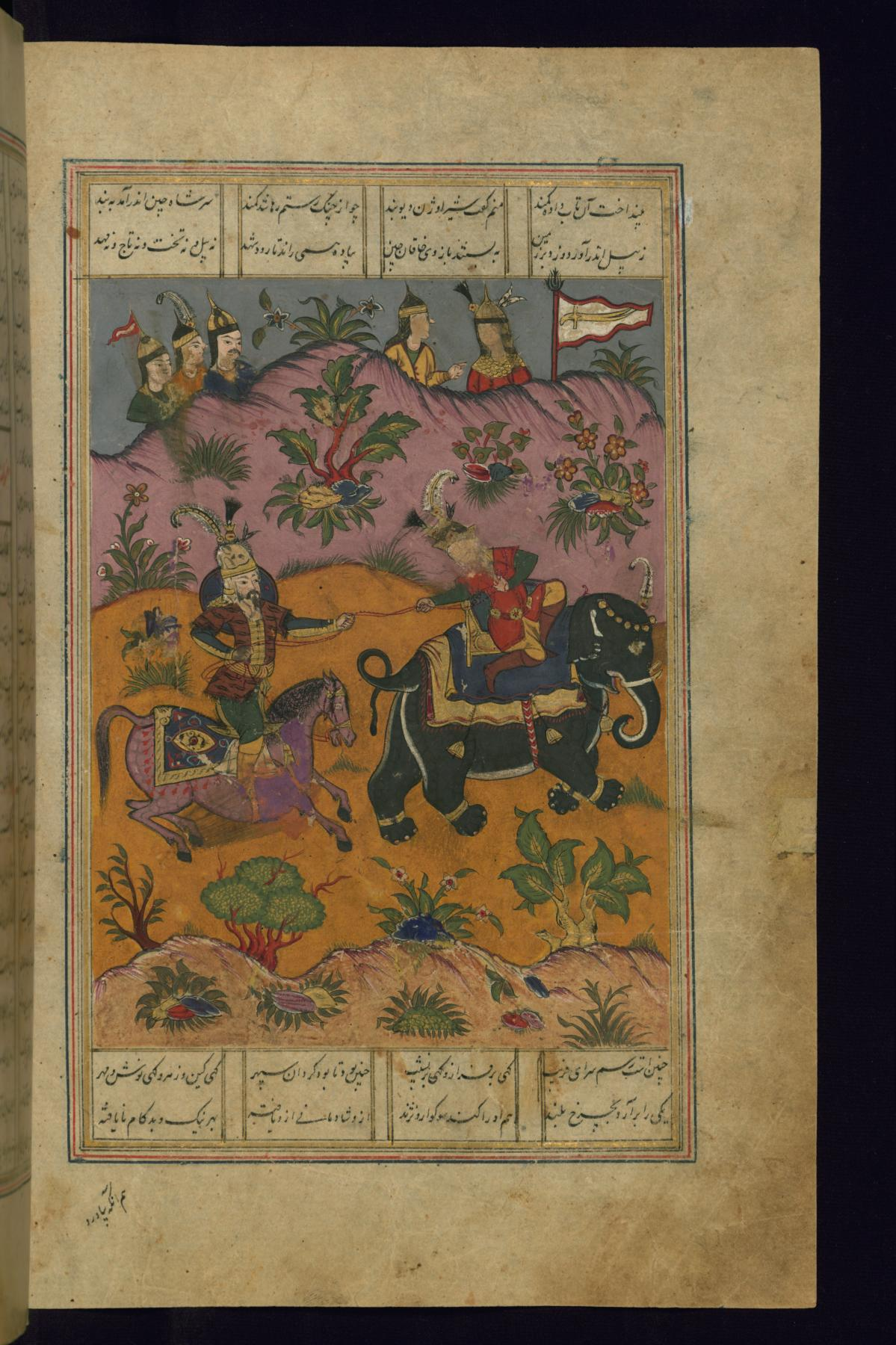
A Mughal Era manuscript illustrating how Rustam drags the Khaqan of China from his Elephant.
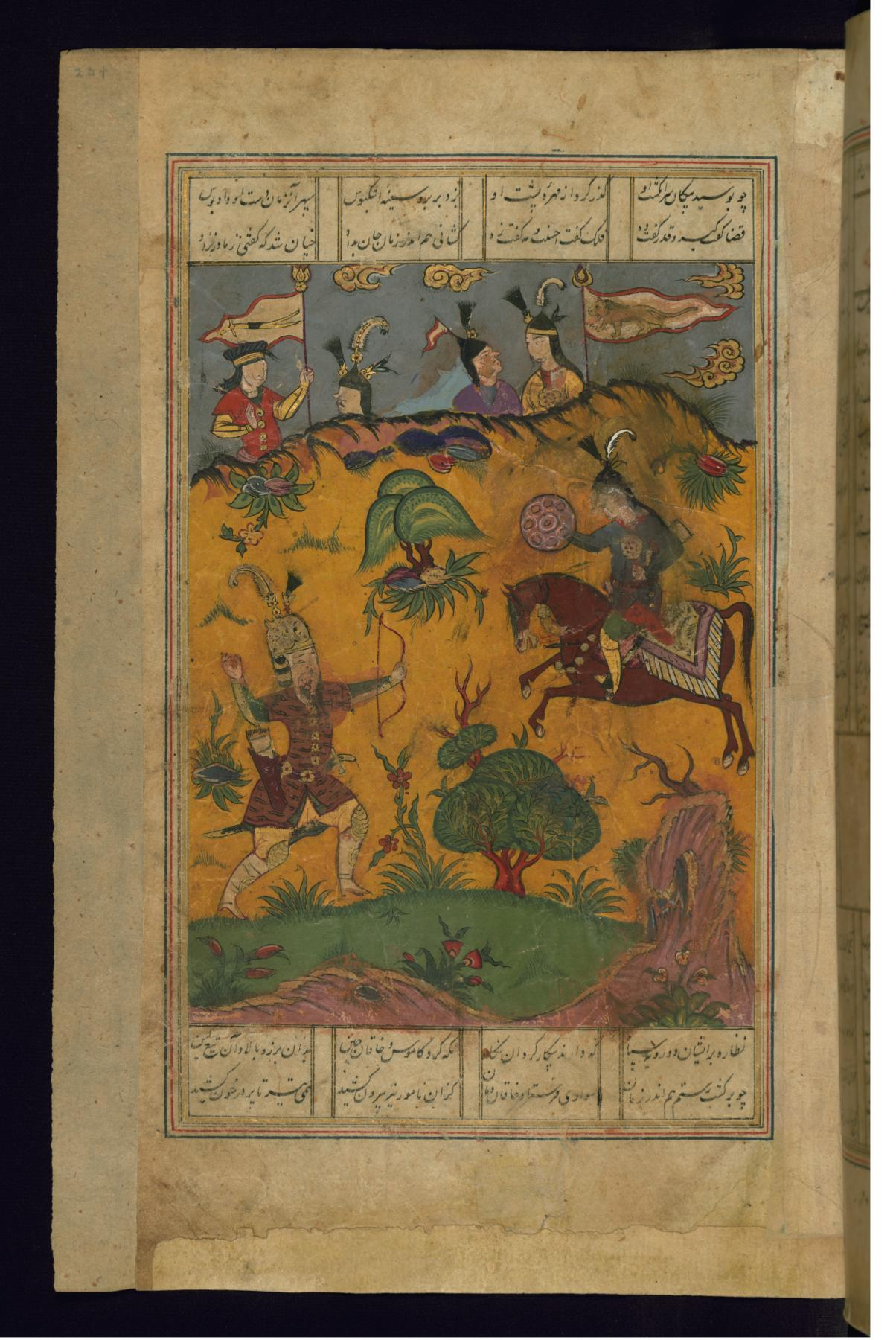
A Mughal Era manuscript illustrating how Rustam shot Ashkabus.
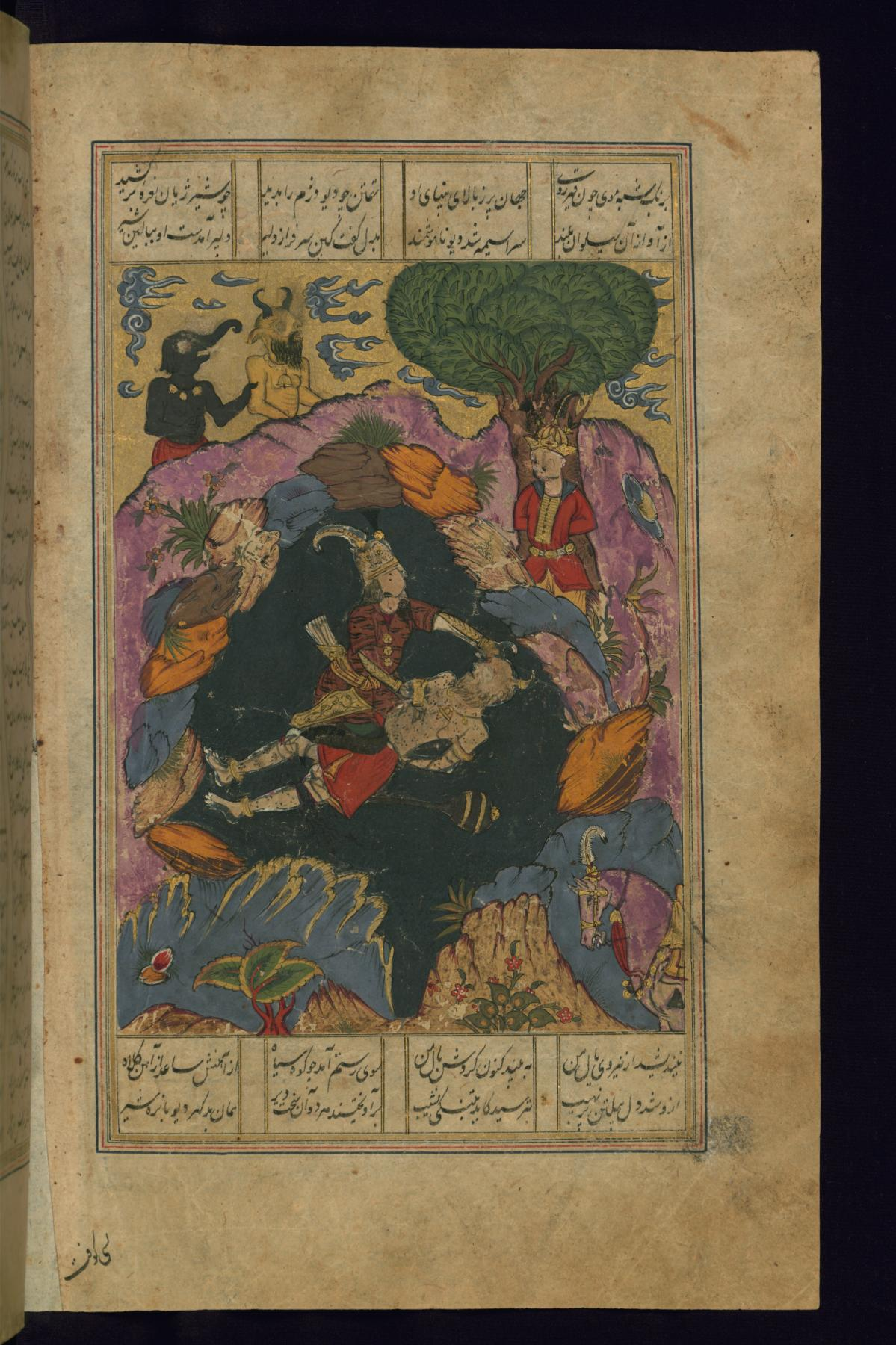
A Mughal Era manuscript illustrating how Rustam kills the White Demon.
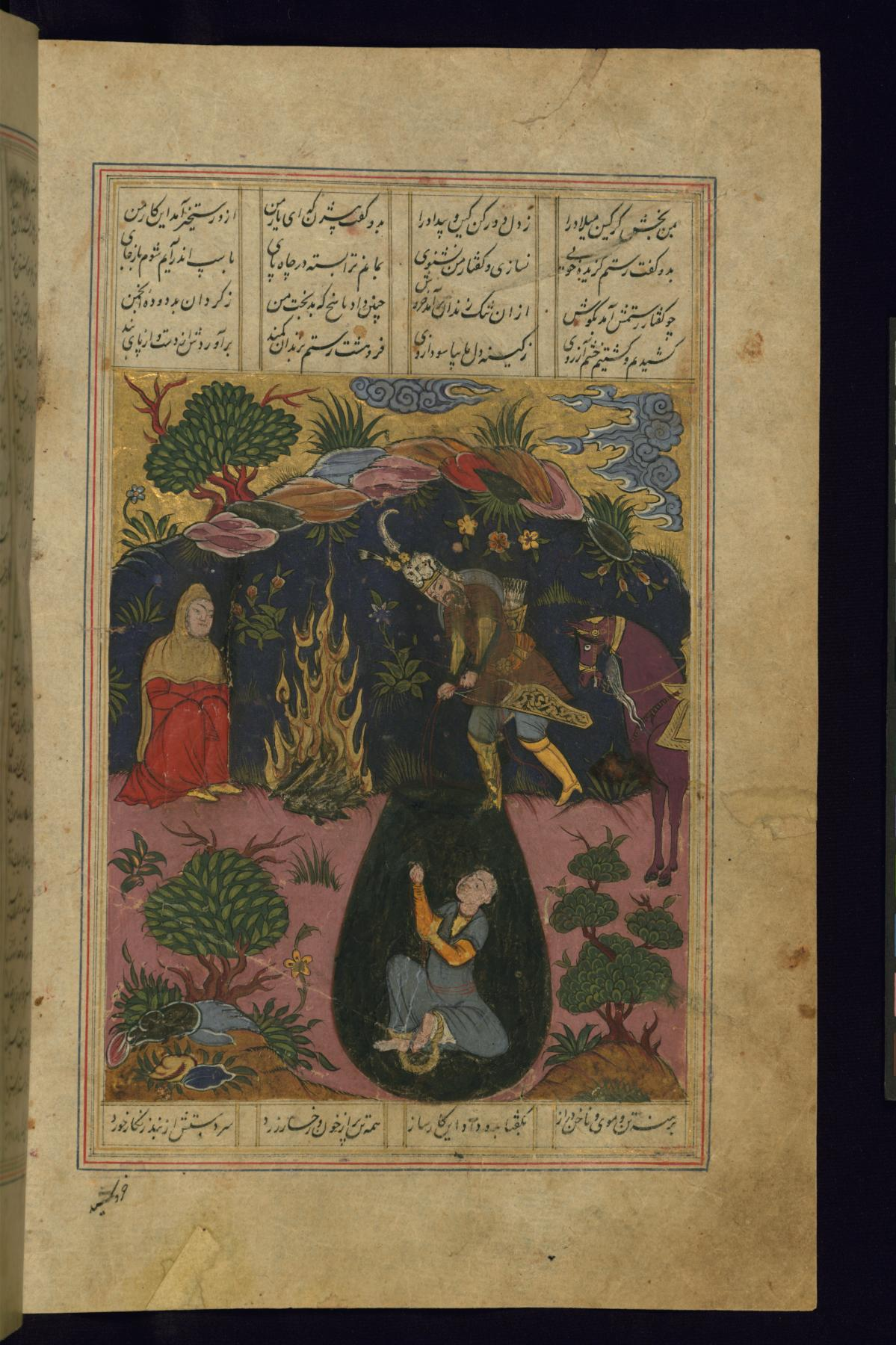
A Mughal Era manuscript illustrating how Rustam rescues Bizhan from the pit.